# Сделано в СССР (телепрограмма)
«Сделано в СССР» (арм. Պատրաստված է ԽՍՀՄ-ում) — армянский музыкально-развлекательный телепрограмма, выходящий на «Новом канале», «Арарате» и «Армения 1».